# Verwaltungsgemeinschaft „Börde“ Seehausen/Klein Wanzleben
In der Verwaltungsgemeinschaft „Börde“ Seehausen/Klein Wanzleben waren im sachsen-anhaltischen Bördekreis die Gemeinden Ampfurth, Dreileben, Eggenstedt und Klein Wanzleben sowie die Stadt Seehausen zusammengeschlossen. Am 18. Januar 2003 wurde die Gemeinde Ampfurth in die Stadt Oschersleben (Bode) eingegliedert und am 1. Januar 2004 wurde die Verwaltungsgemeinschaft mit der Verwaltungsgemeinschaft Sarretal-Wanzleben zur neuen Verwaltungsgemeinschaft „Börde“ Wanzleben zusammengeschlossen.